# Récit de voyage
 (juillet 2018).
Si vous disposez d'ouvrages ou d'articles de référence ou si vous connaissez des sites web de qualité traitant du thème abordé ici, merci de compléter l'article en donnant les références utiles à sa vérifiabilité et en les liant à la section « Notes et références ».

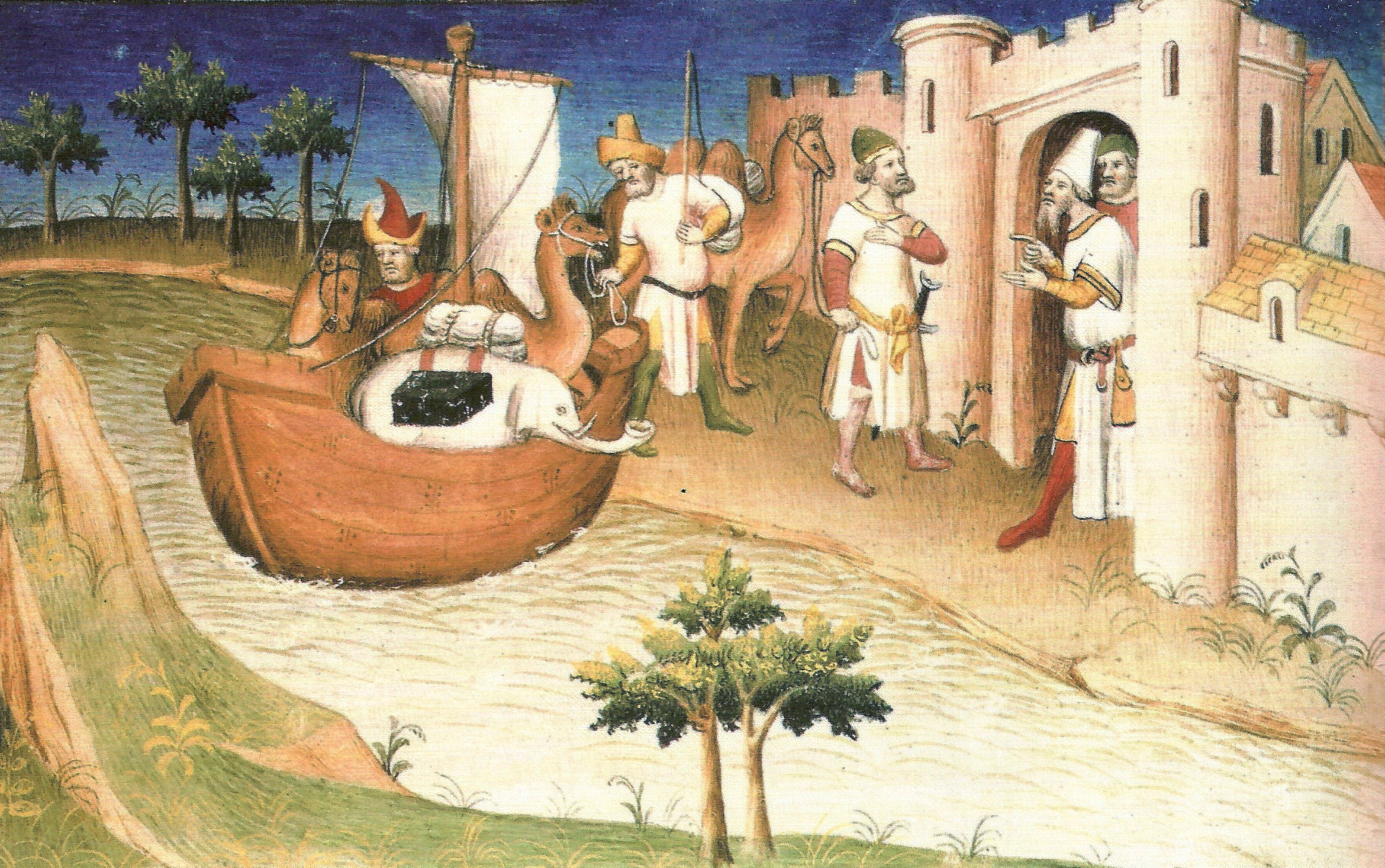
Marco Polo voyageant. Livre des merveilles, BNF Fr2810, vers 1410-1412

Un récit de voyage ou relation de voyage (parfois appelé récit d'aventure) est un genre littéraire dans lequel l'auteur rend compte d'un ou des voyages, des peuples rencontrés, des émotions ressenties, des choses vues et entendues. « L’étude des récits de voyages conduit […] à une sorte d’« imagologie » correspondant à un imaginaire littéraire projeté sur la réalité. L’important est que le destinataire de l’œuvre soit transporté par l’imagination que le texte lui inspire et que ce transport imaginaire survive de manière à créer ou à renforcer l’imaginaire du voyage et de l’espace ».
Contrairement au roman, le récit de voyage privilégie le réel à la fiction. Pour mériter le titre de « récit » et avoir rang de littérature, la narration doit être structurée et aller au-delà de la simple énumération des dates et des lieux (comme un journal intime ou un livre de bord d'un navire). Cette littérature doit rendre compte d'impressions, d'aventures, de l'exploration ou de la conquête de pays lointains. Le récit de voyage peut être aussi cinématographique. C'est un genre littéraire hybride où ce qui est raconté doit être véridique, comme dans le journalisme ou les comptes rendus scientifiques, mais où le factuel peut être enrichi de jugements, de points de vue ou de réflexions personnelles.
Pour l'historien, le récit de voyage est également une source historique qu'il convient de contextualiser et d'analyser. Les récits de voyage apportent des éléments précieux pour éclairer l'histoire des relations internationales, l'histoire sociale et politique de régions traversées par le voyageur, voire l'histoire des cultures matérielles, de l'alimentation, des religions, etc. Depuis les années 1980, les relations de voyage en Afrique produites par des Européens dès le XVe siècle ont fait l'objet d'essais d'analyse historique, et des publications scientifiques comprenant un appareil critique développé ont été produites. Soumis à une analyse historique rigoureuse, ces récits de voyage s'avèrent précieux pour reconstituer des fragments de l'histoire de l'Afrique durant les cinq cents dernières années.
Certains auteurs comme Voltaire (Candide) utilisent le récit de voyage pour critiquer la société.

## Principes
Le récit de voyage a, de prime abord, un but didactique. Il s'adresse généralement à un public de même culture que l'auteur, ce qui contribue à créer un puissant lien entre lui et le lecteur. Afin de remplir le principe de vérité et d'utilité du genre, plusieurs procédés peuvent être utilisés :
- La description: procédé le plus efficace et courant. La description est essentielle car elle est le moyen le plus direct de transmettre le savoir et les connaissances acquises au lecteur.
- La comparaison: parce que la réalité qui est décrite est nouvelle, l'auteur a souvent recours à la comparaison avec quelque chose de connu pour démontrer la différence, expliquer l'étrangeté. Ce procédé teinte toujours le récit de voyage d'une subjectivité, car, en utilisant des comparaisons avec ce que l'auteur connait, il ne peut rester totalement objectif.

Le récit de voyage est souvent sujet au doute: les lecteurs vont automatiquement remettre en question ce qui est écrit, doutant d'une amplification épique ou de la véracité des propos. C'est la raison pour laquelle les récits de voyages tentent toujours d'être le plus près possible de la réalité et les plus objectifs possible, sinon ils échouent d'entrée de jeu à leur prétention d'éducation.

## Histoire du genre

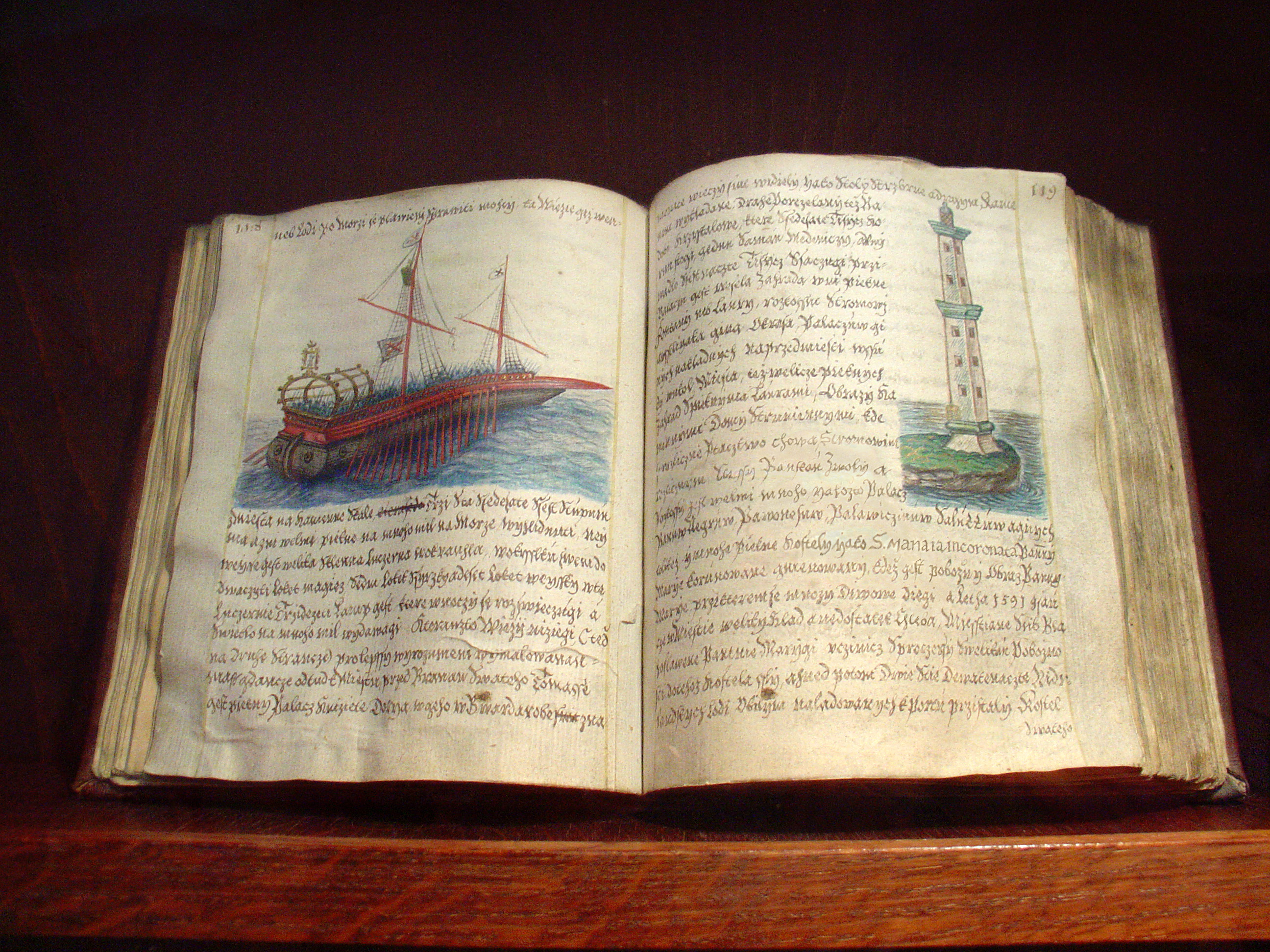
Journal de voyage de Bedrich de Donin exposé au monastère de Strahov à Prague (XVII)

Un des premiers récits connus de voyage est Le Livre de Marco Polo écrit en 1298 alors qu'il est en prison. Pétrarque peut être crédité de la primauté du « récit de tourisme » avec le récit de son ascension du Mont Ventoux en 1336 effectuée pour le simple plaisir d'avancer vers ce qu'il décrit comme un infini à atteindre. Il reproche à ses compagnons restés au pied de la montagne leur frigida incuriositas (une froide absence de curiosité) et dresse une allégorie de sa montée comparée aux progrès qu'un homme fait dans sa vie.
Par la suite, les voyages devenant plus fréquents, plus faciles sinon moins dangereux, le progrès technique facilitant les trajets au long cours et l'élévation du niveau de vie procurant plus de loisirs (quand bien même ce terme reste encore pendant longtemps un anachronisme, ou réservé à une classe ultra-minoritaire, disposant de temps pour voyager ou pour lire et pouvant s'offrir ces livres qui étaient des produits de luxe), leurs récits vont également se multiplier.
Au XVIIe siècle, un nouveau type de récit de voyage (moins connu) apparaît : le « voyage humoristique ». Les précurseurs de ce genre sont Chapelle et Bachaumont, avec leur livre Voyage. Ce type de littérature fera néanmoins long feu, et on n'en trouvera plus de traces dès le XVIIIe siècle. Le sous-genre du voyage humoristique se place à l'opposé du genre traditionnel du récit de voyage, car il n'aspire pas à procurer des connaissances. Ils ne prennent ainsi pas place dans des endroits lointains ou exotiques : ils « se cantonnent à des provinces de France ou à des régions avoisinantes de l’Allemagne ou de la Suisse, et au XVIIIe siècle Xavier de Maistre se limite même à un voyage autour de sa chambre ».
Avec la Renaissance, deux faits concomitants expliquent l'explosion de la littérature de voyage : l'invention de l'imprimerie et la diffusion du papier font du livre un objet plus abordable ; la découverte par les Européens des côtes d'Afrique puis du Nouveau Monde attise sinon la soif de l'or du moins celle de la connaissance.
Au XIXe siècle, l'irrésistible expansion coloniale européenne s'accompagne, d'un phénomène nouveau : désormais, un auteur peut vivre de sa plume. Les « écrivains de voyage » se professionnalisent, écrivains à part entière ou écrivain-journaliste pour les journaux d'éducation destinés à la jeunesse avide d'apprendre ou pour les périodiques de voyage (National Geographic est lancé en 1888). Aux États-Unis, certains explorateurs, une fois revenus de leurs voyages, rédigent de façon plus détaillée leurs carnets de bords pour les publier en tant que livres indépendants, parfois avec l’aide de prête-plumes ; dans cette catégorie figurent notamment Benjamin Morrell et sa femme Abby Jane Morrell, ou encore Edmund Fanning. Les revues littéraires comme la North American Review, ou scientifiques comme l’American Journal of Science publient également ce type de récits.
Au XXe siècle et XXIe siècle, ce type de littérature connaît un éclatement et une diversité notable : les auteurs continuent de publier leurs témoignages, mais commencent à jouer avec les codes du genre pour le déconstruire et l'innover.

## Récits de voyage imaginaire

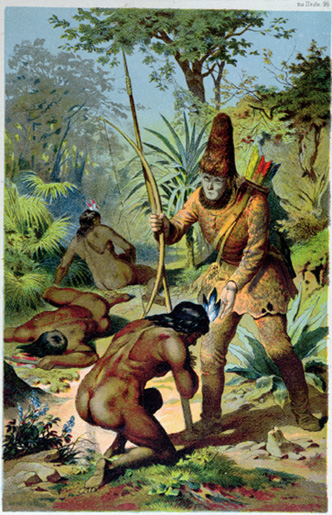
Robinson et Vendredi

Marchant dans les pas du succès de Marco Polo, Jean de Mandeville écrit un Livre des merveilles du monde - également un succès pan-européen - dont l'avenir montrera qu'il est fantaisiste et inventé. Il prétend être allé en Chine, mais n'a pas dépassé l'Égypte. L’Histoire comique des Estats et empires de la Lune et l’Histoire comique des Estats et empires du Soleil de Savinien de Cyrano de Bergerac procèdent de la même veine sans prétendre à la vérité géographique… Le récit de voyage prend quelquefois aussi la forme de voyage dans le temps comme dans La Machine à explorer le temps de H. G. Wells (1895).
Daniel Defoe donne à ce sous-genre ses lettres de noblesse avec son Robinson Crusoé qui donne naissance au mot « robinsonnade ». Les Voyages de Gulliver de Jonathan Swift lui sont contemporains mais le premier cherche la crédibilité et les autres, la fantaisie débridée.

## Récits de voyage au prisme du genre
En 2021, Lucie Azéma déconstruit la vision masculine du voyage. Selon elle, le récit du monde s’est écrit entre hommes, blancs de surcroît. Elle estime que le voyageur ou l'aventurier érotise l'ailleurs dans un rapport inégalitaire, dominant et colonialiste.

## Exemples
- Ibn Shahriyar, Livre des merveilles de l'Inde (900-953)
- Le Livre de Marco Polo (1298)
- Riccoldo de Monte Croce, Pérégrinations en Terre Sainte et au Proche Orient (1300)
- Ibn Juzayy, Un cadeau pour ceux qui contemplent les splendeurs des cités et les merveilles des voyages (vers 1355), d'après les voyages d'Ibn Battûta
- Ambrogio Contarini, Voyage du Sieur Ambrogio Contarini, ambassadeur de l'Illustrissime Seigneurie de Venise au Seigneur Uzun Hasan roi de Perse (1474-1477)
- Martyr, évêque d'Arzendjan (actuelle Erzincan à l'est de la Turquie moderne), Relation d'un voyage fait en Europe et dans l'océan atlantique, à la fin du XVe siècle, sous le règne de Charles VIII (1489-1496)
- Jean de Léry, Histoire d'un voyage fait en la terre du Brésil (vers 1534-v.1613)
- Journal du voyage de Michel de Montaigne en Italie par la Suisse & l'Allemagne en 1580 & 1581, Avec des Notes par M. de Querlon., Édition par Meusnier de Querlon du journal rédigé en route et non repris par Montaigne. Deux volumes in octo. Le Jay, Rome et Paris (1774). lire en ligne sur Wikisource.
- Márton Szepsi Csombor, Europica Varietas (1620)
- Evliya Çelebi, Seyahatname
- Robert Challe, Journal d'un voyage fait aux Indes Orientales (1690-1691)
- Montesquieu , Lettres persanes (1721)
- Voyages de Montesquieu (1728 -1731)
- Jean-Baptiste Labat, Nouveau voyage aux Isles de l'Amérique (1722)
- Tobias Smollett, Voyages à travers la France et l'Italie (1766)
- James Cook, Relations de voyages autour du monde (1768-1779)
- Louis-Antoine de Bougainville, Voyage autour du monde (1771)
- Robert Knox, Relation ou Voyage de l'Isle de Ceylan, dans les Indes Orientales (1793; original en anglais, 1781)
- Volney, Voyage en Syrie et en Égypte (1785)
- Horace-Bénédict de Saussure (1740-1799), Voyages dans les Alpes (1779) (1er tome)
- Chateaubriand, Itinéraire de Paris à Jérusalem (1811)
- John Dundas Cochrane, Récit d'un voyage à pied à travers la Russie et la Sibérie tartare, des frontières de Chine à la mer Gelée et au Kamtchatka (1820-1823)
- René Caillié, Voyage à Tombouctou (1824-1828)
- Alphonse de Lamartine, Voyage en Orient (1835)
- Alexander Burnes, Cabool (1842) Mission à Kaboul. La relation de sir Alexander Burnes (1836-1838) (2012)
- Théophile Gautier, Voyage en Espagne (1845)
- Gérard de Nerval, Voyage en Orient (1851)
- Joseph Arthur de Gobineau, Trois ans en Asie (1859)
- Joseph Arthur de Gobineau, Nouvelles asiatiques (1876)
- Catherine de Bourboulon, L'Asie cavalière. De Shang-haï à Moscou, 1860-1862
- Hugues Krafft, Souvenirs de notre tour du monde, Paris, Hachette, (1885), 399 p.
- Émile de Wogan, Voyages et Aventures du baron de Wogan (1878)
- William Henry Davies, L'Autobiographie d'un super-vagabond (1905)
- Jack London, La Croisière du Snark (1907)
- Pierre Loti, Fantôme d'Orient (1892)
- Isabelle Eberhardt (1877-1902), Au Pays des sables
- Alexandra David-Néel, Voyage d’une Parisienne à Lhassa, à pied et en mendiant de la Chine à l’Inde à travers le Tibet (1927)
- Frédéric Blanchod, Le beau voyage autour du monde, Lausanne (1928)
- Albert Londres, Terre d'ébène (1929)
- Jean Etxepare Bidegorri, En voiture, (1931)
- Henri Michaux, Ecuador, (1929), Un barbare en Asie (1933)
- Ella Maillart, Oasis interdites (1937)
- Sławomir Rawicz, À marche forcée (1939-1940)
- Heinrich Harrer, Sept ans d'aventures au Tibet, Arthaud, (1954) - (de) Sieben Jahre in Tibet. Mein Leben am Hofe des Dalai Lama, 1952 - (en) Seven years in Tibet, translated from the German by Richard Graves; with an introduction by Peter Fleming; foreword by the Dalai Lama, E. P. Dutton, (1954)
- William S. Burroughs, Les Lettres du yage (1963)
- Nicolas Bouvier, L'Usage du monde (1963), Chronique japonaise (1975), Le Poisson-scorpion (1982), Journal d'Aran et d'autres lieux (1990)
- André Brugiroux, Tour du monde en stop (1955-2004)
- Christian de Boisredon, L'Espérance autour du monde (2000)
- François Picard, Ma Chine. Route de la Soie, Tibet, Hongkong à vélo (2008)
- Benjamin Hoffmann, Le monde est beau on peut y voyager, éditions Bastingage (2008)  (ISBN 978-2350600161).
- Patrick Lévy, Sâdhus, un voyage initiatique chez les ascètes de l'Inde, édition du Relié (2009)  (ISBN 978-2-35490-033-5)
- Jean-Loup Trassard, Le voyageur à l'échelle (2006), Images de la terre russe (1990), Eschyle en Mayenne (2010).
- Henri Bonnichon, Thierry Mauget, Aventure transsibérienne De Saint-Pétersbourg à Pékin - Éditions Blurb (2009)
- Tom Neale, Robinson des mers du Sud, six ans sur une île déserte, La Table ronde (2009)  (ISBN 2710331322)
- Patrick Huet, Descente de la Saône à pied - histoire d'un fleuve-trotteur, éditions Bod (2010)  (ISBN 978-2-8106-1920-7).
- Nicolas Vanier, Le Voyageur du froid, éd. Chen (2003)
- Éric-Emmanuel Schmitt, La nuit de feu, Albin Michel (2015)
- Julien Gargani, Carnet de voyage à Chandigarh : ethnologie d'une recherche scientifique en Inde, L'Harmattan (2016)